# Жандар из Сен Тропеа
Жандар из Сен Тропеа (фр. Le Gendarme de Saint-Tropez) је француска филмска комедија из 1964. редитеља Жана Жироа са Лујом де Финесом у главној улози. То је први из серијала од шест филмова у којем Де Финес глуми жандара Лудовика Кришеа.

## Радња
Енергични и свадљиви Кришо жури на југ у пратњи своје младе ћерке Никол, дајући до знања својим подређенима, укључујући и помоћника Жерома Жербера, да са њим нема шале. Док Кришо с колегама води битку против неморала на плажи пратећи нудисте, Никол, која се брзо прилагођава животу у граду, лаже своје нове пријатеље да јој је отац богати власник јахте. Проблеми искрсну када Кришо сазна да је јахта средиште криминала. Никол и њен дечко случајно су украли скупи спортски аутомобил који су заглавили у јарку. Нико од њих не зна да он припада пљачкашкој банди која је украла Рембрантову слику, која је у гепеку. Кришо успева да извуче аутомобил, али схвата да су предмети које је избацио из гепека, укључујући слику, вредни предмети.
Човек који глуми да је власник слике отима Кришоа, али Никол и њени пријатељи савладају групу која га је отела и слика је враћена свом законитом власнику.

## Улоге
| Глумац          | Улога                             |
| --------------- | --------------------------------- |
| Луј де Финес    | полицијски наредник Лудовик Кришо |
| Женевјев Град   | Никол Кришо                       |
| Мишел Галабри   | заменик Жером Жербер              |
| Жан Лефевр      | жандар Лисјен Фугас               |
| Кристијан Марен | жандар Албер Мерло                |
| Ги Гросо        | жандар Гастон Трикар              |
| Мишел Модо      | жандар Жил Берлико                |
| Клод Пјепли     | Андре-Иг Боаселије                |
| Никол Вервил    | Сесилија Жербер                   |
| Данијел Коши    | Ришар, плејбој                    |

## Гледаност
Филм је био најпопуларнији у Француској 1964. године.